# Mieczysław Janikowski (malarz)
Mieczysław Tadeusz Janikowski (ur. 13 lutego 1912 w Zaleszczykach, zm. 14 grudnia 1968 w Krakowie) – polski malarz abstrakcjonista i konstruktywista, oficer kawalerii Wojska Polskiego i Polskich Sił Zbrojnych na Zachodzie.

## Życiorys
Urodził się 13 lutego 1912 w Zaleszczykach, jednak dzieciństwo spędził w Olkuszu, gdzie ukończył Gimnazjum Humanistyczne im. Kazimierza Wielkiego. Od 15 sierpnia 1932 do 30 czerwca 1933 odbył jednoroczną ochotniczą służbę wojskową w Szkole Podchorążych Rezerwy Kawalerii w Grudziądzu, zakończoną praktyką w 3 Pułku Ułanów Śląskich w Tarnowskich Górach. Na stopień podporucznika został mianowany ze starszeństwem z 1 stycznia 1936 i 154. lokatą w korpusie oficerów rezerwy kawalerii.
Po zwolnieniu do rezerwy rozpoczął studia na Wydziale Prawa Uniwersytetu Jagiellońskiego, jednak po roku wstąpił na krakowską Akademię Sztuk Pięknych im J. Matejki, którą ukończył w 1939, tuż przed wybuchem II wojny światowej. 
Brał udział w kampanii wrześniowej w szeregach 22. Pułku Ułanów Podkarpackich, walcząc do 1 października. Po kapitulacji przedostał się na Węgry i dalej na zachód. Walczył tam w 1 Dywizji Pancernej, biorąc udział w wyzwalaniu Francji, Belgii i Holandii i będąc ciężko rannym.
Po wojnie zamieszkał w Szkocji, gdzie skończył College of Art w Edynburgu i otrzymał stypendium, po czym we wrześniu 1947 wyjechał do Paryża, a następnie Londynu; osiadł w Paryżu w roku 1952. Od końca lat 40. zajął się malarstwem abstrakcyjnym i konstruktywistycznym, tworzył także pejzaże.
Od 1962 kilkakrotnie odwiedzał Kraków, gdzie zmarł 14 grudnia 1968.
Przed śmiercią miał trzy indywidualne wystawy, później kilkadziesiąt. Jego prace należą do zbiorów Muzeum Narodowego w Krakowie, Warszawie, Gdańsku i Poznaniu, Muzeum Sztuki w Łodzi, Muzeum Pomorza Środkowego w Słupsku, Muzeum Architektury we Wrocławiu, Muzeum Historycznego w Sanoku oraz muzeów w Bydgoszczy, Bytomiu, Radomiu,  Chełmie oraz muzeów zagranicznych.